# WTA Tour Championships 2013 - Doppio
Il doppio  del WTA Tour Championships 2013 è stato un torneo di tennis facente parte del WTA Tour 2013.
Marija Kirilenko e Nadia Petrova erano le detentrici del titolo in carica, ma solo Petrova si è qualificata al Masters finale in coppia con Katarina Srebotnik, ma sono state battute in semifinale dalle cinesi Hsieh Su-wei e Peng Shuai.
Peng Shuai e Hsieh Su-wei hanno sconfitto in finale Elena Vesnina e Ekaterina Makarova per 6-4, 7-5.

## Giocatrici
1. Sara Errani /  Roberta Vinci (semifinale)
2. Peng Shuai /  Hsieh Su-wei (campionesse)

1. Katarina Srebotnik /  Nadia Petrova (semifinale)
2. Elena Vesnina /  Ekaterina Makarova (finale)

## Tabellone

### Legenda
| - Q = Qualificato - WC = Wild card - LL = Lucky loser | - ALT = Alternate - SE = Special Exempt - PR = Protected Ranking | - w/o = Walkover - r = Ritirato - d = Squalificato |

### Fase finale
|  | Semifinali | Semifinali                       | Semifinali                       | Semifinali | Semifinali |  |  | Finale | Finale                           | Finale                           | Finale | Finale |  |
|  |            |                                  |                                  |            |            |  |  |        |                                  |                                  |        |        |  |
|  | 1          | Sara Errani Roberta Vinci        | 6                                | 5          | [3]        |  |  |        |                                  |                                  |        |        |  |
|  | 4          | Elena Vesnina Ekaterina Makarova | 4                                | 7          | [10]       |  |  | 4      | Elena Vesnina Ekaterina Makarova | Elena Vesnina Ekaterina Makarova | 4      | 5      |  |
|  | 3          | Katarina Srebotnik Nadia Petrova | Katarina Srebotnik Nadia Petrova | 65         | 2          |  |  | 2      | Peng Shuai Hsieh Su-wei          | Peng Shuai Hsieh Su-wei          | 6      | 7      |  |
|  | 2          | Peng Shuai Hsieh Su-wei          | Peng Shuai Hsieh Su-wei          | 7          | 6          |  |  |        |                                  |                                  |        |        |  |